# Isis Schabana
Isis Schabana (* 17. Juni 1974) ist eine deutsche Schauspielerin.

## Werdegang
Schabana absolvierte ihre Schauspielausbildung von 1997 bis 2000 bei Doris Kirchner an der Schauspielschule Hamburg, zudem nahm sie in den Jahren 2002 und 2005 am Hollywood Acting Workshop in Los Angeles teil.
2000 war sie im Musikvideo zu dem Song „Higher and higher“ von Michael Starck zu sehen, 2001 drehte sie einen kurzen Image-Film für die Deutsche Telekom.
Einem breiten Prublikum wurde sie durch die Rolle der Felicitas „Feli“ Hagedorn in der ARD-Vorabendserie Marienhof bekannt, die sie 2002 bis 2005 verkörperte.
Isis Schabana spricht neben ihrer Muttersprache fließend Englisch, Französisch und Arabisch. Derzeit lebt sie in Hamburg. 2008/09 gönnte sie sich eine Auszeit als Schauspielerin, um ganz für ihre Familie da sein zu können. Anschließend absolvierte sie eine Ausbildung als Heilpraktikerin und betreibt heute Praxen in Hamburg und Stuttgart.
Als Schauspielerin war sie, nach mehreren Kurzfilmen in 2010 und 2011, 2014 in einem Hamburger Tatort zu sehen.

## Filmografie

### Kino
- 1998: Aprilkinder (als Tigerin)
- 2006: Das wahre Leben (als Angestellte im Wellness-Center)
- 2007: Paradies und zurück (Kurzfilm)

### Fernsehen
- 2000: Großstadtrevier (als Claire)
- 2002–2004: Marienhof (als Feli Hagedorn)
- 2007: Und so weiter

### Sonstiges
- 2000: Videoclip zu Higher and higher von Michael Starck (als Dancing Girl)
- 2001: Image-Film für die Deutsche Telekom